# Панин, Степан Алексеевич
Степан Алексеевич Панин (1739—1776) — русский гравёр на меди и педагог.

## Биография
Степан Панин родился в 1739 году в Санкт-Петербурге в семье подьячего. Воспитывался с 27 января 1749 года в Академической гимназии; с 1750 года служил в Словолитной палате при Академии Наук учеником, до 1753 года, когда был взят в ученики к мастеру ландкартного дела М. И. Махаеву «для обучения ландкартам и литерам» и по отзыву известного гравёра И. А. Соколова (в 1754 году) подавал хорошие надежды к усовершенствованию.
После этого С. А. Панин служил в Грыдоровальном департаменте, откуда в 1761 году, по требованию И. И. Шувалова, был определён в Императорскую Академию художеств со званием словореза при «грыдурном классе».
В 1763 году Степан Алексеевич Панин упоминается в делах Академии в качестве учителя «для надписей в гридорованье»; затем, вместе с И. Лапиным, в 1764 году заведовал костюмами академического театра; в 1773 году числился гравировальным мастером и в 1775 году давал в воспитательном училище при Академии уроки «poссийской рукописи».
Из работ Панина (общим числом около 25-и), кроме гравированных заставок, картинок и виньеток, выдаются портреты Екатерины II (с Чемесова), Петра I (1761) и И. И. Шувалова (1762).
Степан Алексеевич Панин скончался 4 ноября 1776 года в родном городе.